# Calliphora tianshanica
Calliphora tianshanica är en tvåvingeart som beskrevs av Boris Borisovitsch Rohdendorf 1962. Calliphora tianshanica ingår i släktet Calliphora och familjen spyflugor. Inga underarter finns listade i Catalogue of Life.